# 395 Delia
Delia (asteroide 395) é um asteroide da cintura principal com um diâmetro de 50,98 quilómetros, a 2,5524125 UA. Possui uma excentricidade de 0,0838058 e um período orbital de 1 698,38 dias (4,65 anos).
Delia tem uma velocidade orbital média de 17,84477476 km/s e uma inclinação de 3,35143º.
Esse asteroide foi descoberto em 30 de Novembro de 1894 por Auguste Charlois.